# گاه‌شمار تاریخ ایران از حمله مغول تا ظهور صفویان
این گاه‌شمار از سال ۱۲۲۰ میلادی یعنی نخستین حمله مغول به ایران تا پایه‌گذاری دودمان صفوی توسط شاه اسماعیل یکم در سال ۱۵۰۱ میلادی را در بر می‌گیرد.
عباسیان (۱۲۵۸→ ۷۵۰)
نخستین حمله مغول (۱۲۲۰↓)
اتابکان آذربایجان (۱۲۲۵ → ۱۱۳۶)
_____________________________________________________________________________________________
ایلخانیان (۱۳۳۵ → ۱۲۵۶)
سقوط عباسیان (۱۲۵۸↓)
مظفریان (۱۳۹۳ → ۱۳۱۳)
جلایریان (۱۴۳۲ → ۱۳۳۶)
سربداران (۱۳۸۶ → ۱۳۳۷)
آق‌قویونلوها (۱۵۰۱ → ۱۳۷۸)
قراقویونلوها (۱۴۶۹ → ۱۳۸۹)
تیموریان (۱۵۰۷ → ۱۳۷۰)

## سالشمار

تصویر ۱: چنگیزخان مغول

- ۱۲۲۰ نخستین حمله مغول‌ها به ایران. باژگونی خوارزمشاهیان توسط چنگیزخان (تصویر ۱ نقاشی).
- ۱۲۲۱ جنگ سند میان چنگیز خان و جلال الدین خوارزمشاه.
- ۱۲۲۱ درگذشت فریدالدین عطار نیشابوری عارف و شاعر ایرانی و صاحب آثار منطق الطیر و تذکرةالاولیا.
- ۱۲۲۵ باژگونی دودمان اتابکان آذربایجان توسط مغول‌ها.
- ۱۲۲۷ درگذشت چنگیزخان مغول.
- حدود ۱۲۳۰ درگذشت محمد عوفی زندگی‌نامه نویس و متبحر در گلچین قطعات ادبی و صاحب آثار لباب‌الالباب و جوامع الحکایات و لوامع الروایات.

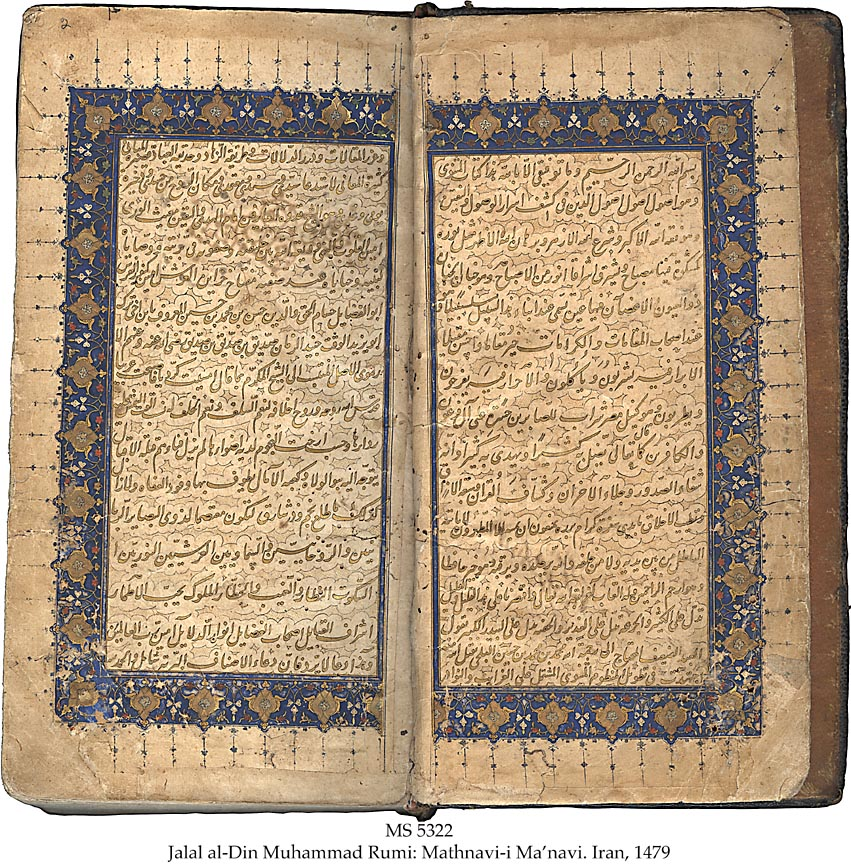
تصویر ۲: نسخه‌ای از مثنوی معنوی متعلق به سده ۱۵ میلادی

- ۱۲۵۶ بنیان‌گذاری حکومت ایلخانان مغول در ایران توسط هلاکوخان نوه چنگیزخان مغول.
- ۱۲۵۸ محاصره و نهایتاً تاراج بغداد به وسیله هلاکوخان و کشته شدن مستعصم خلیفه عباسی و پایان زمامداری ۵۰۸ ساله عباسیان.
- ۱۲۶۵ درگذشت هلاکوخان و آغاز حکومت پسرش اباقاخان.
- ۱۲۷۱ گذر مارکوپولو از ایران.
- ۱۲۷۳ درگذشت مولوی شاعر و عارف پرآوازه ایرانی و خالق آثار مثنوی معنوی (دربرگیرنده آموزه‌ها و باورهای تصوف) (تصویر ۲ نسخه سده ۱۵ میلادی) و دیوان شمس تبریزی.
- ۱۲۷۴ درگذشت خواجه نصیرالدین توسی ریاضی‌دان، ستاره‌شناس، فیلسوف و اندیشمند ایرانی.
- ۱۲۸۳ درگذشت سعدی شاعر و نویسنده ایرانی و صاحب آثار بوستان، گلستان و غزلیات سعدی.
- ۱۲۸۳ درگذشت عطاملک جوینی مورخ ایرانی و صاحب اثر تاریخ جهانگشای.
- ۱۲۸۹ درگذشت فخرالدین عراقی شاعر و عارف ایرانی.
- ۱۲۹۰ تا ۱۳۲۰ زمامداری دودمان خلجی بر شمال هند کنونی و قسمت اعظم پاکستان و شرق افغانستان که زبان رسمی درباری آن‌ها فارسی بود.

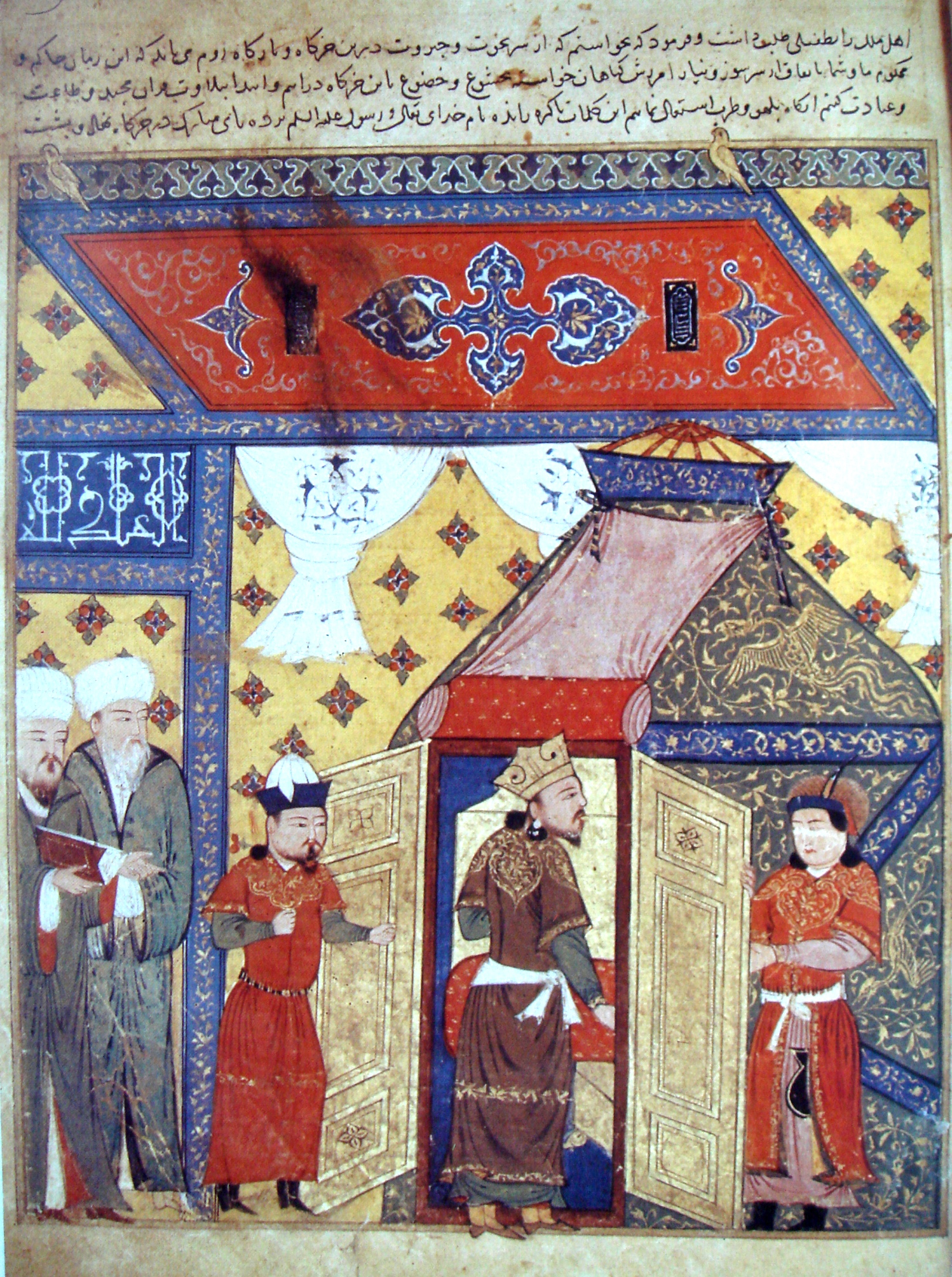
تصویر ۳: نگاره‌ای از کتاب جامع التواریخ که اسلام آوردن غازان خان را به تصویر کشیده است.

- ۱۲۹۵ آغاز پادشاهی غازان خان ایلخانی.
- ۱۳۱۳ تا ۱۳۹۳ حکومت آل مظفر در یزد و فارس.
- ۱۳۱۶ آغاز حکومت ابوسعید بهادرخان ایلخانی.
- ۱۳۱۸ اعدام رشیدالدین فضل‌الله همدانی مورخ، دانشمند و وزیر غازان خان (تصویر ۳ نقاشی از جامع التواریخ) و برادرش سلطان محمد خدابنده اولجایتو (پادشاهان ایلخانی)، به ظن مسموم کردن اولجایتو. کتاب جهانی جامع التواریخ (تاریخ رشیدی) از آثار رشیدالدین فضل‌الله همدانی است. این کتاب از این بابت که تاریخی جامع بوده و در دوره مغول نوشته شده‌است؛ از اهمیت ویژه‌ای برخوردار است.
- ۱۳۲۰ درگذشت کمال‌الدین فارسی ریاضی‌دان و فیزیکدان برجسته ایرانی. کمال‌الدین فارسی سهم عمده‌ای در گسترش نظریه اعداد و دانش اپتیک (فیزیک نور) داشته‌است.
- ۱۳۲۰ تا ۱۴۱۴ دوران حکومت تغلق‌شاهیان در هند و پاکستان امروزی.
- ۱۳۳۶ بنیانگزاری دودمان جلایریان توسط شیخ حسن بزرگ.
- ۱۳۳۷ بنیانگزاری دودمان سربداران در خراسان.
- ۱۳۴۴ درگذشت حمدالله مستوفی مورخ و جغرافی‌دان دوره ایلخانان مغول و صاحب آثار تاریخ گزیده و نزهت القلوب.

- ۱۳۴۶ تا ۱۵۸۹ پادشاهی کشمیر.

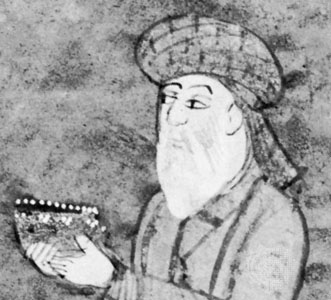
تصویر ۴: نقاشی از حافظ در یک دیوان حافظ متعلق به سده ۱۸ میلادی که در کتابخانه لندن نگهداری می‌شود.

- ۱۳۴۷ تا ۱۵۲۵ پادشاهی بهمنی‌ها در هند.
- ۱۳۶۸ درگذشت ابن بطوطه جهانگرد مسلمان که سفرنامه او به زبان انگلیسی، تحت عنوان سفرهای ابن بطوطه در ۱۸۲۴ و ۱۸۲۹ میلادی منتشر شد.
- ۱۳۷۰ درگذشت عبید زاکانی طنزپرداز و طنزنویس مشهور ایرانی و صاحب کتاب اخلاق الاشراف.
- ۱۳۷۸ آغاز پادشاهی دودمان ترکمن آق‌قویونلو.
- ۱۳۸۹ آغاز زمامداری قره یوسف ترکمن قره‌قویونلو در آذربایجان و حاشیه شرقی آناتولی.
- ۱۳۹۰ درگذشت حافظ (تصویر ۴: نقاشی در دیوان سده هجدهمی) شاعر نامدار ایرانی.
- ۱۳۹۱ تا ۱۵۸۳ دوران پادشاهی گجرات در هند.

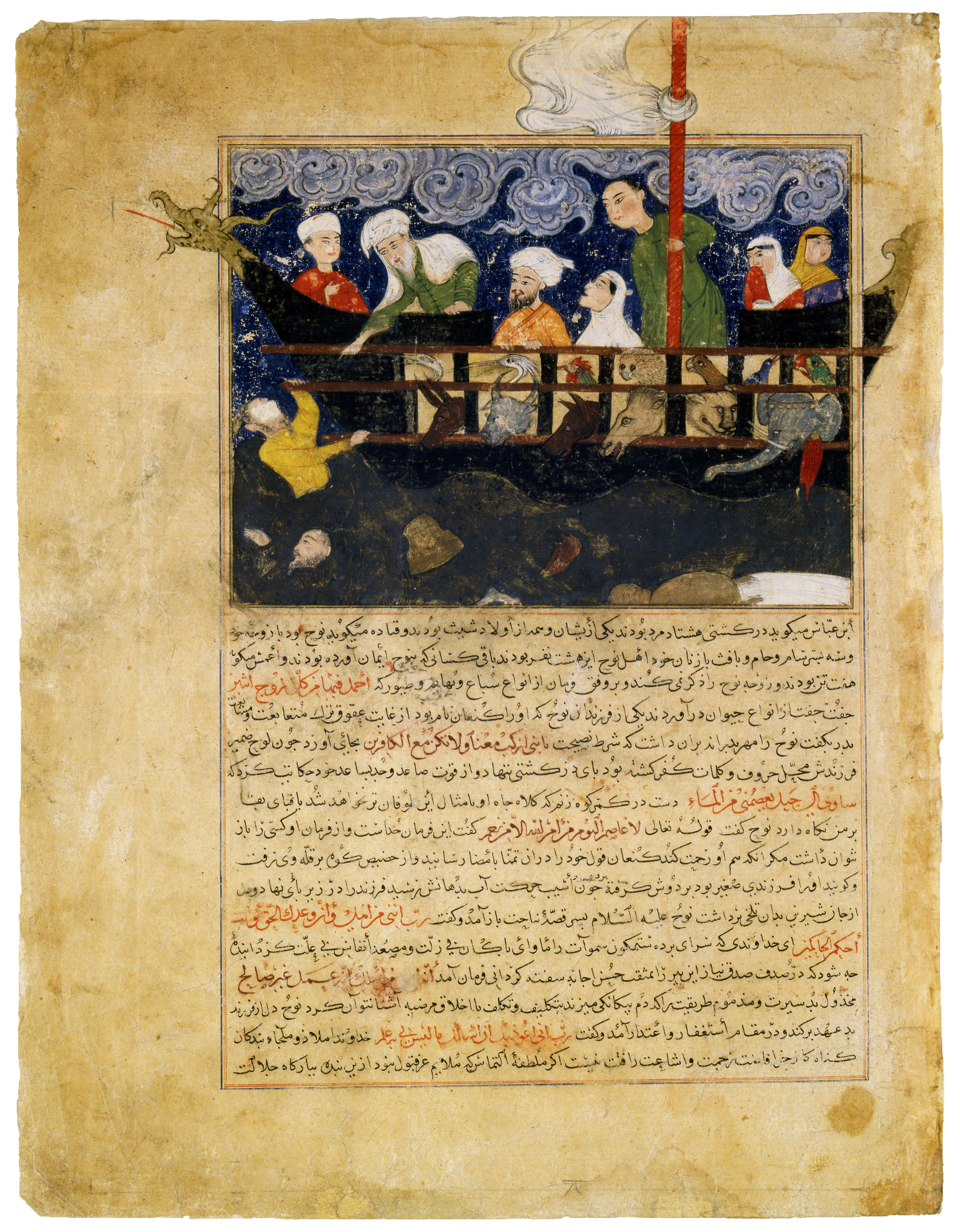
تصویر ۵: مینیاتوری از کتاب مجمع التواریخ حافظ ابرو که دربارهٔ کشتی نوح و نجات جانوران است.

- ۱۳۹۳ تیمور لنگ ضمن شکست مظفریان آن‌ها را از بغداد اخراج می‌کند.
- ۱۳۹۷ حمله تیمور لنگ به هندوستان.
- ۱۴۰۵ مرگ تیمور لنگ. سلطه شاهرخ پسر هنرپرور و صلح‌دوست تیمور بر امپراتوری تقلیل یافته ایران.
- ۱۴۱۲ درگذشت کلاویخو، سفیر هنری سوم پادشاه پادشاهی کاستیل به ایران در عصر تیموریان و نویسنده کتاب روایت سفر هیئت نمایندگی کلاویخو به دربار تیموری در سمرقند.[۱]

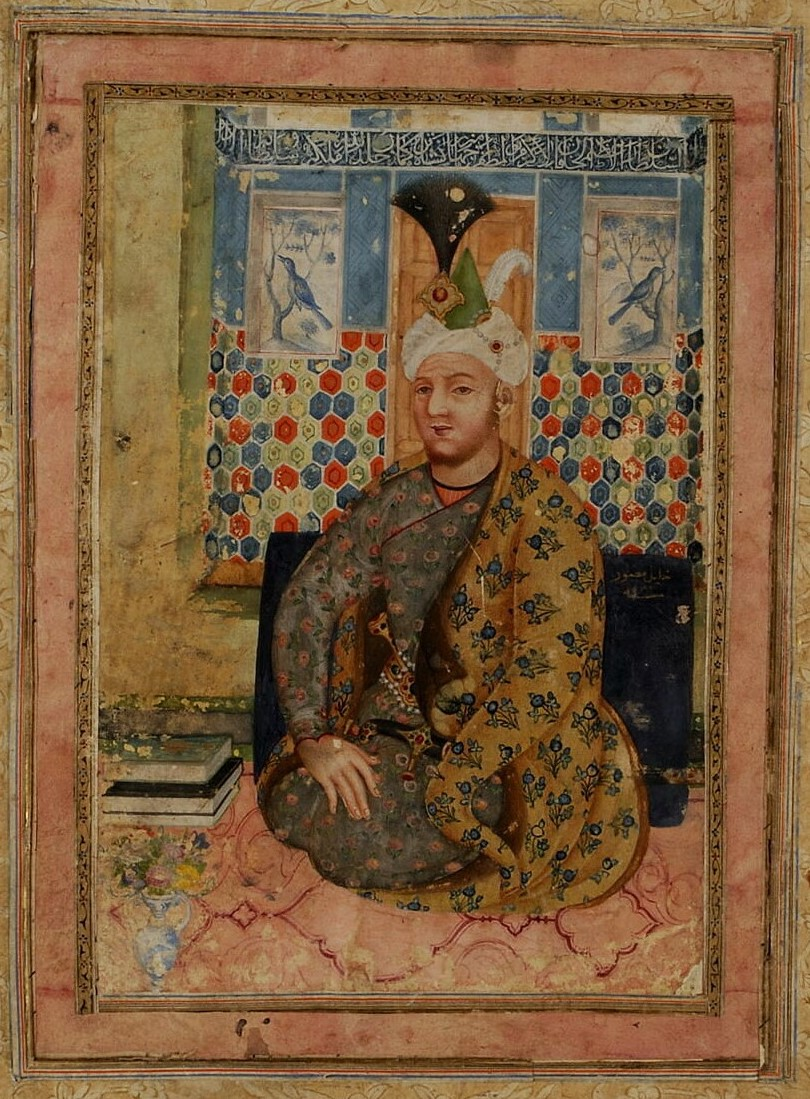
تصویر ۶: چهره جهانشاه پادشاه قراقویونلو اثر نقاش ایتالیایی سالواتور روزا

- ۱۴۲۹ درگذشت غیاث‌الدین جمشید کاشانی ستاره‌شناس و ریاضی‌دان ایرانی که بسیاری از معادله و الگوریتم‌های او در مبحث ریاضیات در اروپا ناشناخته باقی ماند، مباحثی که بعدها در سده ۱۹ میلادی به وسیله مورخین دانش، مورد مطالعه و پژوهش قرار گرفت.
- ۱۴۳۰ درگذشت حافظ ابرو نویسنده موضوعات جغرافیای تاریخی و خالق چندین کتاب تاریخی به زبان فارسی. حافظ ابرو که مورد حمایت شاهرخ بود در دربار تیموریان فعال بود. او نویسنده مجمع التواریخ (تصویر ۵: برگی از کتاب) می‌باشد.
- ۱۴۳۸ تا ۱۴۶۷ دوره گسترش قلمرو حکمرانی جهانشاه (تصویر ۶: نقاشی ایتالیایی سده هفدهمی) پادشاه قراقویونلو.
- ۱۴۵۰ اختراع دستگاه چاپ توسط یوهانس گوتنبرگ.
- ۱۴۵۱ تا ۱۵۲۶ دوران زمامداری پادشاهان لودی در هند.
- ۱۴۵۳ تا ۱۴۷۸ دوره توسعه سرزمین‌های تحت سلطه اوزون حسن پادشاه آق‌قویونلو.
- ۱۴۶۹ براندازی دودمان قراقویونلو توسط اوزون حسن پادشاه آق‌قویونلو.
- ۱۴۹۲ درگذشت جامی شاعر و صوفی ایرانی و خالق آثار بهارستان و یوسف و زلیخا.
- ۱۴۹۸ درگذشت میرخواند مورخ ایرانی و صاحب اثر روضةالصفا. این کتاب توسط ادوارد ریهستاک در ۵ جلد و تحت عنوان «Garden of Purity» بین سال‌های ۱۸۹۱ تا ۱۸۹۴ چاپ گردید.
- ۱۵۰۰ تا ۱۵۰۶ باژگونی تیموریان به وسیله شیبانیان ازبک (حکمفرمایان سرزمین‌های ماوراءالنهر).
- ۱۵۰۱ بنیانگزاری دودمان صفوی به وسیله شاه اسماعیل اول.